# 이흘라스 베부
이흘라스 베부(프랑스어: Ihlas Bebou, 1994년 4월 23일 ~ )는 토고의 축구 선수이다. 포지션은 윙어이며, 현재 독일 분데스리가의 TSG 1899 호펜하임 소속이다.